# 刘义 (代王)
刘义（？—前95年），汉朝宗室，西汉末代代王，清河刚王。其祖父代孝王刘参是汉文帝刘恒的第三子。前133年，其父刘登死后，刘义袭位，在位十九年，前114年，撤销代国，改封清河王。又在位十九年，前95年，刘义去世，谥号刚（《王子侯表》作綱）。

## 子孙
- 清河頃王刘阳，又作刘汤，前94年－前70年在位，其子劉年
  - 清河王刘年，前69年－前66年在位。
  - 刘某
    - 廣宗王刘如意，汉平帝元始二年（公元2年）四月丁酉，以代孝王刘参玄孫之子紹封，在位七年，王莽建立新朝，貶刘如意為廣宗公，次年廢爵。
- 蒲領煬侯劉祿
- 南曲煬侯劉遷（－前52年）
- 脩市原侯劉寅（－前68年）
- 東昌趮[1]侯劉成
- 新鄉侯劉豹（－前67年）
- 脩故侯劉福（－前65年）
- 東陽節侯劉弘（－前61年）

| 前任： 刘登 | 西汉代王 前133年—前114年  | 繼任： 撤销 |
| 前任： 刘乘 | 西汉清河王 前114年—前95年 | 繼任： 刘阳 |